# 1991年库车县“2·28”爆炸案
库车二·二八爆炸案是1991年2月28日东突厥伊斯兰改革党在新疆维吾尔自治区阿克苏地区库车县制造的系列爆炸案，中国官方将此事件定性为恐怖袭击。

## 简介
1991年2月28日，东突厥伊斯兰改革党在新疆维吾尔自治区阿克苏地区库车县客运站录像厅制造了一起爆炸案。爆炸造成民众1人死亡、13人受伤。同日，东突恐怖组织还在库车县县城的一家个体商店内安置了炸弹，但未能爆炸。
此案是新疆维吾尔自治区历史上第一起恐怖爆炸案件，由东突厥伊斯兰改革党策划实施。此次爆炸成功后，该组织将目标锁定在乌鲁木齐市，进行了1年多的筹备，于1992年实施了“乌鲁木齐二·五爆炸案”，随后又接连在新疆维吾尔自治区境内制造了15起针对无辜民众的爆炸案。